# A Taste of Honey (песня)
«A Taste of Honey» (с англ. — «Вкус мёда») — известная музыкальная композиция, написанная Бобби Скоттом (Bobby Scott) и Риком Марлоу (Ric Marlow). Изначально это была лишь музыкальная тема для бродвейской постановки (1960) британской пьесы «Вкус мёда» (написанной в 1958 году, по ней позже был снят одноимённый фильм). Оригинальная версия получила премию «Грэмми» в 1962 году (в номинации «Лучшая инструментальная тема»); кавер-версия Герба Алперта в 1965 году получила премию «Грэмми» сразу в нескольких номинациях (в том числе — и в престижной номинации «Запись года»). Позднее композиция была переработана в песню: со словами она была впервые записана Ленни Уэлчем (Lenny Welch); наиболее известной стала вокальная версия, записанная группой «Битлз» в 1963 году.

## Инструментальные версии
Оригинальные записи музыкальных тем «A Taste of Honey», «A Taste of Honey (припев)» и «A Taste of Honey (завершающая тема)» вышли в альбоме Бобби Скотта, тоже озаглавленном «A Taste of Honey», в 1960 году (Atlantic 1355). Эта версия получила награду «Грэмми» в номинации «Лучшая инструментальная тема» в 1962 году.
Американский исполнитель Герб Алперт вместе с коллективом The Tijuana Brass записал наиболее популярную инструментальную обработку этой композиции для альбома Whipped Cream & Other Delights (1965). Их версия провела пять недель на первой позиции чарта Hot Adult Contemporary Tracks, достигла седьмой позиции в чарте Billboard Hot 100 и получила несколько наград «Грэмми», включая награду в номинации «Запись года».
Кроме этих, известны также следующие инструментальные версии композиции:
- Эдди Кано (Eddie Cano) записал живое исполнение этой композиции для своего альбома Eddie Cano at P.J.’s в 1961 году.
- Американские исполнители Martin Denny и Victor Feldman записали и выпустили свои версии в 1962 году.
- Акер Билк выпустил свою версию в январе 1963 года, достигнув 16-й позиции в чарте UK Singles Chart.
- Пол Дэзмонд записал свою версию для альбома Glad to be Unhappy в 1963 году.

## Вокальные версии
Первым исполнителем, записавшим вокальную версию композиции, стал Ленни Уэлч. Его версия вышла на сингле в сентябре 1962 года, а потом была включена в альбом Since I Fell for You (1963 год). В данной версии среди авторов указывается некий Ли Моррис, однако, доподлинно не известно, действительно ли он был автором текста. Упоминание об этом авторе не приводится ни одним из создателей последующих кавер-версий песни (везде указывается лишь авторство Marlow/Scott).

### Версия «Битлз»
Песня (в адаптации Ленни Уэлча, лишь с небольшими изменениями текста в припеве) находилась в репертуаре группы с 1962 года. Живое исполнение тех времён вошло в альбом Live! at the Star-Club in Hamburg, Germany; 1962, выпущенный в 1977 году.
Поскольку инструментальная версия Акера Билка была в то время довольно популярной в Великобритании, было решено записать данную песню для дебютного альбома группы. Запись состоялась 11 февраля на студии «Эбби Роуд» (в тот день группа записала 10 песен для альбома). В общей сложности было сыграно пять дублей; позже Маккартни дозаписал основной вокал (две его партии были сведены в одну, что было единственным случаем использования этой техники в первом альбоме «Битлз»).
Версия «Битлз» вышла не только в альбоме Please Please Me, но и в американских альбомах Introducing… The Beatles и The Early Beatles, а также была опубликована в первом мини-альбоме группы (Twist And Shout), выпущенном 12 июля 1963 года. Кроме того, группа неоднократно записывала её для BBC (одна из этих записей вошла в альбом Live at the BBC, выпущенный в 1994 году).

### Другие версии
Песня перепевалась многими исполнителями. Из числа наиболее известных можно упомянуть следующих:
- Чет Бейкер записал эту песню для своего альбома Baby Breeze (1964).
- Версия Тони Беннетта в 1964 году заняла в США 94-ю позицию в чартах.
- Финская исполнительница Carola записала популярную версию этой песни под названием «Hunajainen» в 1965 году.
- Группа The Hollies записала две версии этой песни: для своего LP-альбома Would You Believe? в 1966-м, а позже — в 1968 году.
- Том Джонс записал свою версию для альбома From the Heart (1966).
- Американский пародист и продюсер Аллан Шерман записал пародийную версию песни, озаглавленную A Waste of Money.
- Барбра Стрейзанд включила эту песню в свой дебютный сольный альбом The Barbra Streisand Album (1963).
- Сара Вон использовала эту песню как главный трек своего альбома Sarah Sings Soulfully (1963).
- Энди Уильямс включил данную песню в свой альбом The Shadow of Your Smile (1966).

## Использование песни в кино и на телевидении
- Группа The Rascals и Винсент Галло записали эту песню для саундтрека фильма «Лос-Анджелес без карты».
- Инструментальная версия песни использовалась как основная тема в британском ситкоме «Hardware» (2003—2004).
- Песня была исполнена в эпизоде «That Thing You Don’t» (в эфире — 26 ноября 1997 года) американского ситкома «The Drew Carey Show» вымышленной группой The Horn Dogs.
- В советском детективе «Криминальный квартет» (1989 год) главным героям фильма удаётся установить местонахождение преступников по длине звучания трёх воспроизводившихся в карете скорой помощи звукозаписей в исполнении «Битлз»: «A Taste of Honey», «No Reply» и «I Wanna Be Your Man».